# Pismo mandżurskie

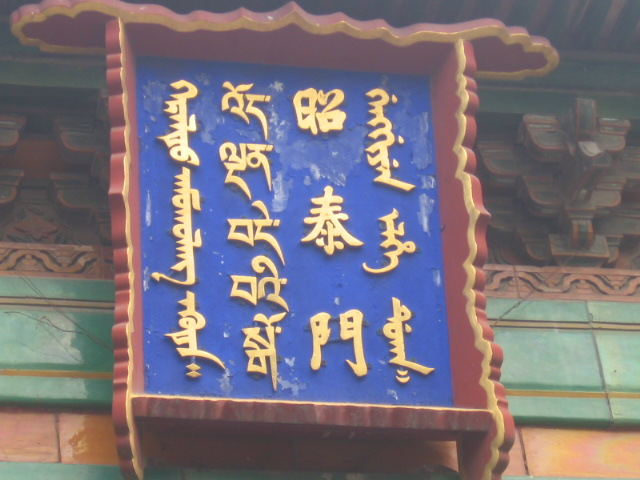
Czterojęzyczny napis, od lewej: mongolski, tybetański, chiński i mandżurski

Słowo „Mandżu” w piśmie mandżurskim

Pismo mandżurskie (mandż. ᠮᠠᠨ᠋ᠵᡠ
ᡥᡝᡵᡤᡝᠨ Manju hergen) – system pisma oparty na dawnym piśmie mongolskim z dodatkiem znaków diakrytycznych, używany do zapisu (obecnie niemal wymarłego) języka mandżurskiego. Podobny alfabet jest obecnie używany przez lud Xibe, spokrewniony z Mandżurami. Zapisywany jest w pionowych kolumnach biegnących od lewej do prawej strony.